# E612号線
E612号線 (E612ごうせん、英: European route E612) は欧州自動車道路のBクラス幹線道路。全線がイタリアピエモンテ州トリノ県にあり、イヴレーア – トリノを結ぶ。
この区間はアウトストラーダ A5の一部である。
- イタリア
  - E25号線 – イヴレーア
  - E70号線, E64号線, E717号線 – トリノ